# 格规约
格基归约（英語：Lattice basis reduction）在数学中的目标是给出一个整数格基作为输入，找出一个向量较短且近似正交的基。有许多不同算法可以实现格规约，运行时间至少是格的维数的指数次。